# توشی‌یوکی موریکاوا
توشی‌یوکی موریکاوا (انگلیسی: Toshiyuki Morikawa; ۲۶ ژانویهٔ ۱۹۶۷ – ) صداپیشه، خواننده و بازیگر اهل ژاپن است. وی از سال ۱۹۸۷ میلادی تاکنون مشغول فعالیت بوده‌است.
از نقش‌های برجسته صداپیشگی او می‌توان به کاگایا اوبویاشیکی در شیطان کش: کیمتسو نو یائیبا، ایشین کوروساکی در بلیچ، میناتو نامیکازه در ناروتو، جولیوس در شبدر سیاه، مارد تارتاروس در فری تیل، بوروس در وان پانچ من، تیکی میک در دی گری-من، ناراکو در اینویاشا، گریفیث در برزرک (۱۹۹۷)، ایسابورو ساساکی در گینتاما، کیساراگی در وکسیل، ایسورا دایبا هارلوک: دزدان فضایی، و شوکیچی هانه‌دا در کارآگاه کونان: گلوله سرخ اشاره کرد.